# Нирське водосховище
Нирське це водосховище нa річці Углаві, розташоване на південь від Нирско в окрузі Клатови Пльзеньского краю. Було збудоване протягом 1965–1969 років на 93,69 річному кілометрі на кадастровій території Hamry, Milence, Stará Lhota a Zelená Lhota. Довжина дамби у короні 320 м.

## Водний режим
Середня багаторічна витрата (Qa) на профілі дамби становить 1,45 м³/с. Столітня вода (Q100) тут досягає 65,9 м³/с.

## Використання
Початковим призначенням водосховища було накопичення води для покращення течії в річці Углава для Пльзеньської очисної станції. Протягом 1980–1986 років у Міленцях було збудовано очисну станцію, яка постачає питну воду для Клатови та Домажлице. З 1996 року він також використовується для виробництва електроенергії.. Турбіни поперечного потоку були встановлені на обох нижніх випусках.

## Галерея

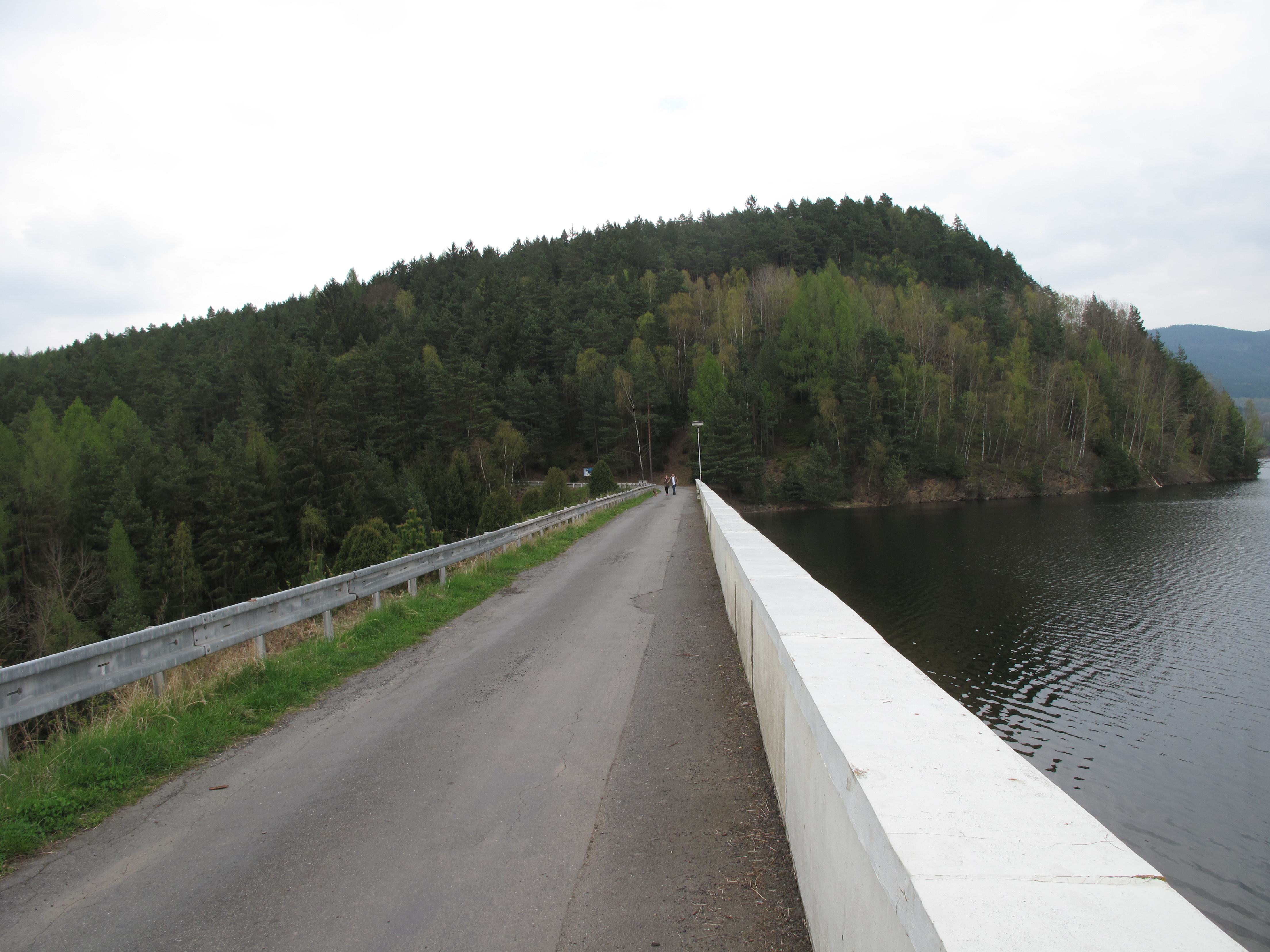
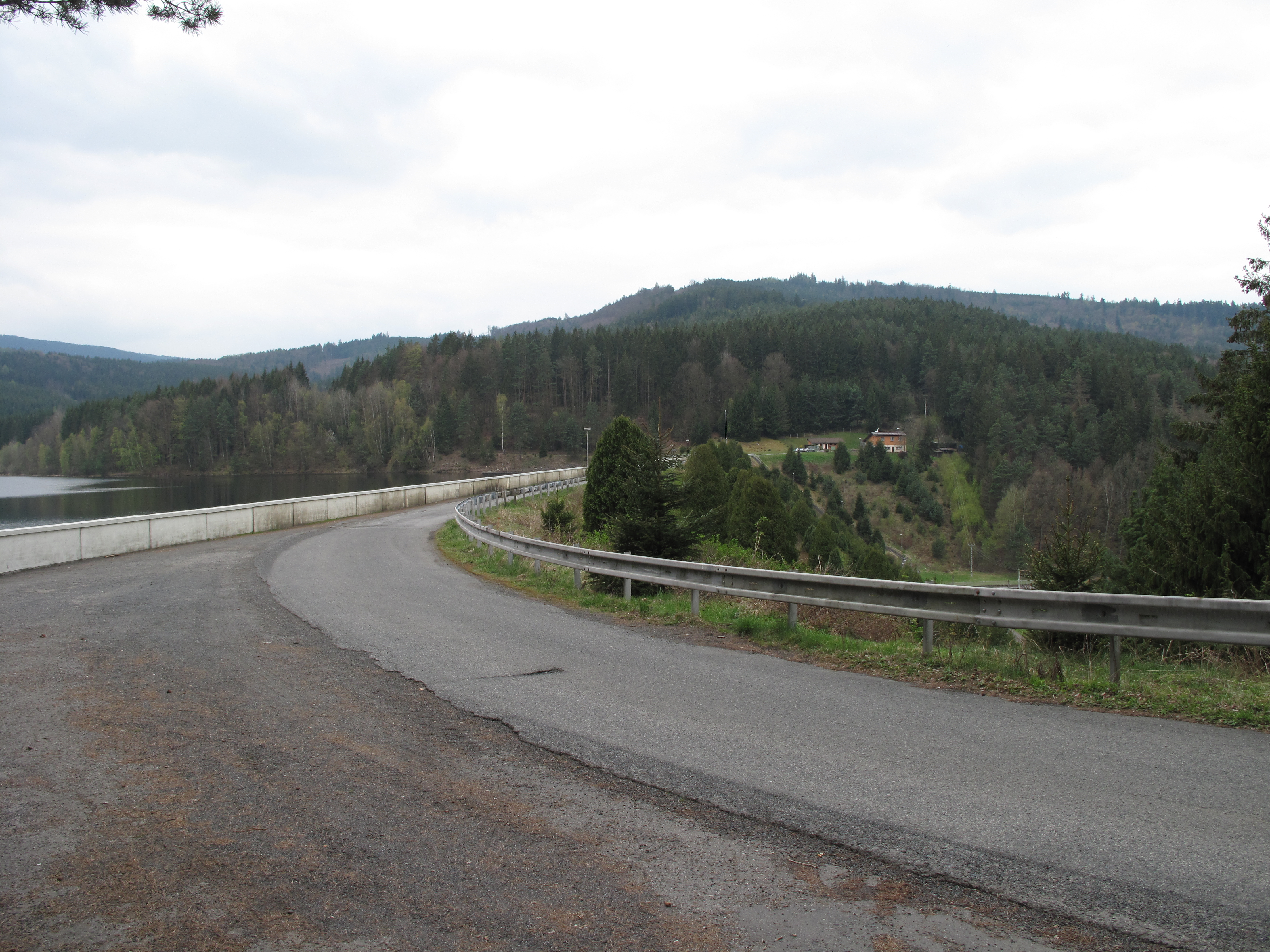
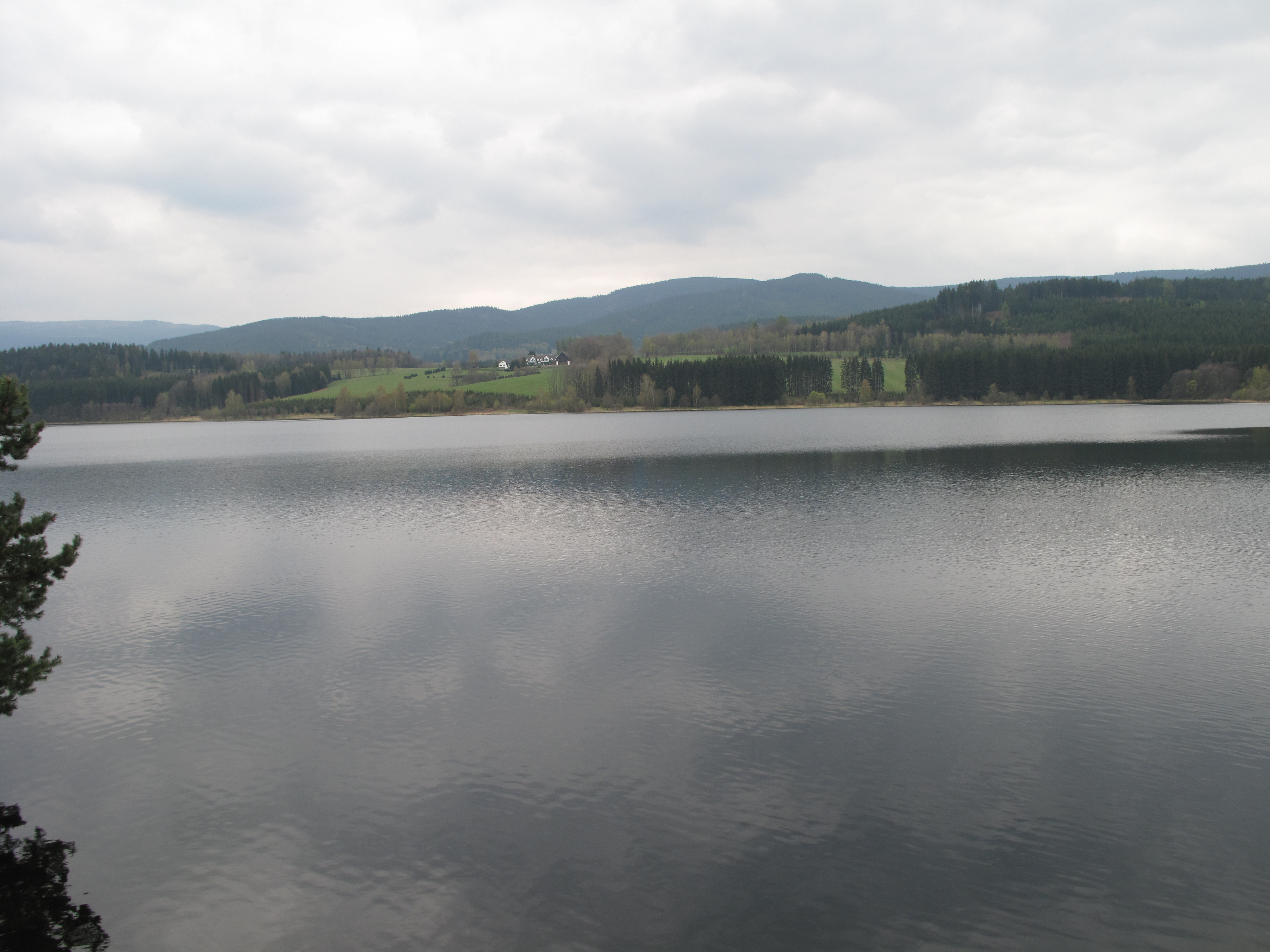

### Зовнішні посилання
- Нирське водосховище - поточний стан води на сайті басейну річки Влтава